# Язичкова квітка
Язичкові квітки (англ. ray florets) — один з п'яти типів квіток в суцвіттях рослин родини Айстрові, або Складноцвіті; мають 5 тичинок та маточку, їхні пелюстки зростаються у вигляді язичка (звідси і назва), що на верхівці закінчується 5-ма зубчиками.
Зовні схожі на несправжньоязичкові квітки, але віночок їх складається з п'яти зрощених пелюсток, що закінчуються п'ятьма зубчиками на верхівці, на відміну від трьох в несправжньоязичкових. Мають п'ять тичинок та маточку.
Язичкові квітки, зазвичай, утворюють суцвіття, котре називають кошиком.